# Areiópolis (ort)
Areiópolis är en ort i Brasilien.   Den ligger i kommunen Areiópolis och delstaten São Paulo, i den södra delen av landet, 800 km söder om huvudstaden Brasília. Areiópolis ligger 653 meter över havet och antalet invånare är 10 581.
Terrängen runt Areiópolis är lite kuperad, och sluttar norrut. Närmaste större samhälle är São Manuel, 11,9 km sydost om Areiópolis.
Omgivningarna runt Areiópolis är en mosaik av jordbruksmark och naturlig växtlighet. Runt Areiópolis är det ganska glesbefolkat, med 28 invånare per kvadratkilometer.